# Кубок Словаччини з футболу 1995—1996
Кубок Словаччини з футболу 1995–1996 — 3-й розіграш кубкового футбольного турніру в Словаччині. Титул вперше в історії здобув Хемлон (Гуменне).

## 1/16 фіналу
Примітки:
| Команда 1                    | Рахунок      | Команда 2               |
| ---------------------------- | ------------ | ----------------------- |
| П'єштяни (2)                 | 0:0 пен. 4:3 | Нітра                   |
| Хемлон (Гуменне)             | 4:0          | Тесла (Стропков) (2)    |
| Ружомберок (2)               | 2:4          | Бардіїв                 |
| Тауріс (Рімавска Собота) (2) | 2:0          | Татран (Пряшів)         |
| Слован (Левіце) (2)          | 4:0          | Свєти-Юр (3)            |
| ДАК 1904 (Дунайська Стреда)  | 2:0          | Врабле (2)              |
| Селце (3)                    | 1:1 пен. 4:3 | Кошице                  |
| Локомотив (Кошице)           | 1:1 пен. 2:3 | Матадор (Пухов) (2)     |
| Кераметал (Дубниця) (2)      | 2:1          | Артмедія (2)            |
| Ґабчіково (2)                | 6:1          | Юхцелпап (Штурово) (3)  |
| Жиліна (2)                   | 1:0          | Кальціт (Рожнява) (2)   |
| Кромпахи (3)                 | 2:3          | Дукла                   |
| Спартак (Трнава)             | 6:2          | Оцета Дукла Тренчин (2) |
| Петрімекс (Прєвідза)         | 1:1 пен. 6:7 | Славой (Требишов) (2)   |
| Слован (Братислава)          | 5:0          | Девін (2)               |
| ШКП Братислава (2)           | 0:3          | Інтер (Братислава)      |

## 1/8 фіналу
Примітки:
| Команда 1                    | Рахунок      | Команда 2                   |
| ---------------------------- | ------------ | --------------------------- |
| П'єштяни (2)                 | 1:5          | Хемлон (Гуменне)            |
| Тауріс (Рімавска Собота) (2) | 4:1          | ДАК 1904 (Дунайська Стреда) |
| Слован (Левіце) (2)          | 2:1          | Бардіїв                     |
| Кераметал (Дубниця) (2)      | 0:3          | Спартак (Трнава)            |
| Ґабчіково (2)                | 2:0          | Інтер (Братислава)          |
| Селце (3)                    | 0:2          | Дукла                       |
| Славой (Требишов) (2)        | 1:1 пен. 3:1 | Слован (Братислава)         |
| Матадор (Пухов) (2)          | 0:0 пен. 3:1 | Жиліна (2)                  |

## 1/4 фіналу
Примітки:
| Команда 1                    | Рахунок | Команда 2             |
| ---------------------------- | ------- | --------------------- |
| Слован (Левіце) (2)          | 0:2     | Хемлон (Гуменне)      |
| Тауріс (Рімавска Собота) (2) | 2:0     | Матадор (Пухов) (2)   |
| Дукла                        | 7:0     | Ґабчіково (2)         |
| Спартак (Трнава)             | 2:1     | Славой (Требишов) (2) |

## 1/2 фіналу
| Команда 1        | Заг. | Команда 2                    | 1-й матч | 2-й матч |
| ---------------- | ---- | ---------------------------- | -------- | -------- |
| Дукла            | 2:3  | Спартак (Трнава)             | 1:0      | 1:3      |
| Хемлон (Гуменне) | 5:1  | Тауріс (Рімавска Собота) (2) | 4:0      | 1:1      |

## Фінал
| 29 травня 1996 |

| Спартак (Трнава) | 1:2      | Хемлон (Гуменне)        |
| ---------------- | -------- | ----------------------- |
| Форманко 78'     | Протокол | Любарський 54' Маті 65' |

| Штадіон «Букоза», Вранов-над-Топльоу Глядачів: 9 000 Арбітр: Карол Іхрінг |